# مختبرات أبوت
مختبرات أبوت (بالإنجليزية: Abbott Laboratories)‏ هي شركة رعاية صحية أمريكية عالمية. لديها 74,000 موظف وتعمل في أكثر من 150 بلدا. يقع مقر الشركة في ليك بلوفت، إلينوي. تأسست الشركة من قبل الطبيب «والاس كالفين أبوت» في عام 1888 لتركيب الأدوية المعروفة. نمت الشركة لتبيع الأدوية القائمة على البحوث والأجهزة الطبية وفحوص التشخيص والمنتجات الغذائية. قامت بفصل قطاع المواد الصيدلانية القائمة على البحوث لشركة مستقلة باسم شركة أب في عام 2013. وفي عام 2015، بلغت الإيرادات 20.4 مليار دولار.
أبوت لديها مجموعة واسعة من الأدوية ذات العلامات التجارية العامة، والأجهزة الطبية، والتشخيص، ومنتجات التغذية. أعمال الشركة في التشخيص المخبري تنفذ فحوص الدم والمناعة. وتستخدم في الاختبارات الطبية وأنظمة أداة التشخيص في جميع أنحاء العالم من قبل المستشفيات والمختبرات وبنوك الدم، ومكاتب الأطباء لتشخيص ومراقبة الأمراض مثل فيروس نقص المناعة البشرية والتهاب الكبد والسرطان وقصور القلب واضطرابات التمثيل الغذائي، وكذلك تقييم مؤشرات أخرى للصحة. في عام 1985، قامت الشركة بأول اختبار دم لفحص فيروس نقص المناعة البشرية.
تقوم نقاط أبوت الطبية للعناية بتصنيع منتجات تشخيصية لتحليل الدم لتوفير المعلومات للعاملين في مجال الرعاية الصحية والتشخيص في نقطة الرعاية للمرضى. كما توفر أبوت نقاط رعاية مقايسات القلب لغرف الطوارئ.

## روابط خارجية
- abbott.com الموقع الرسمي